# 詹姆士·麦基尔

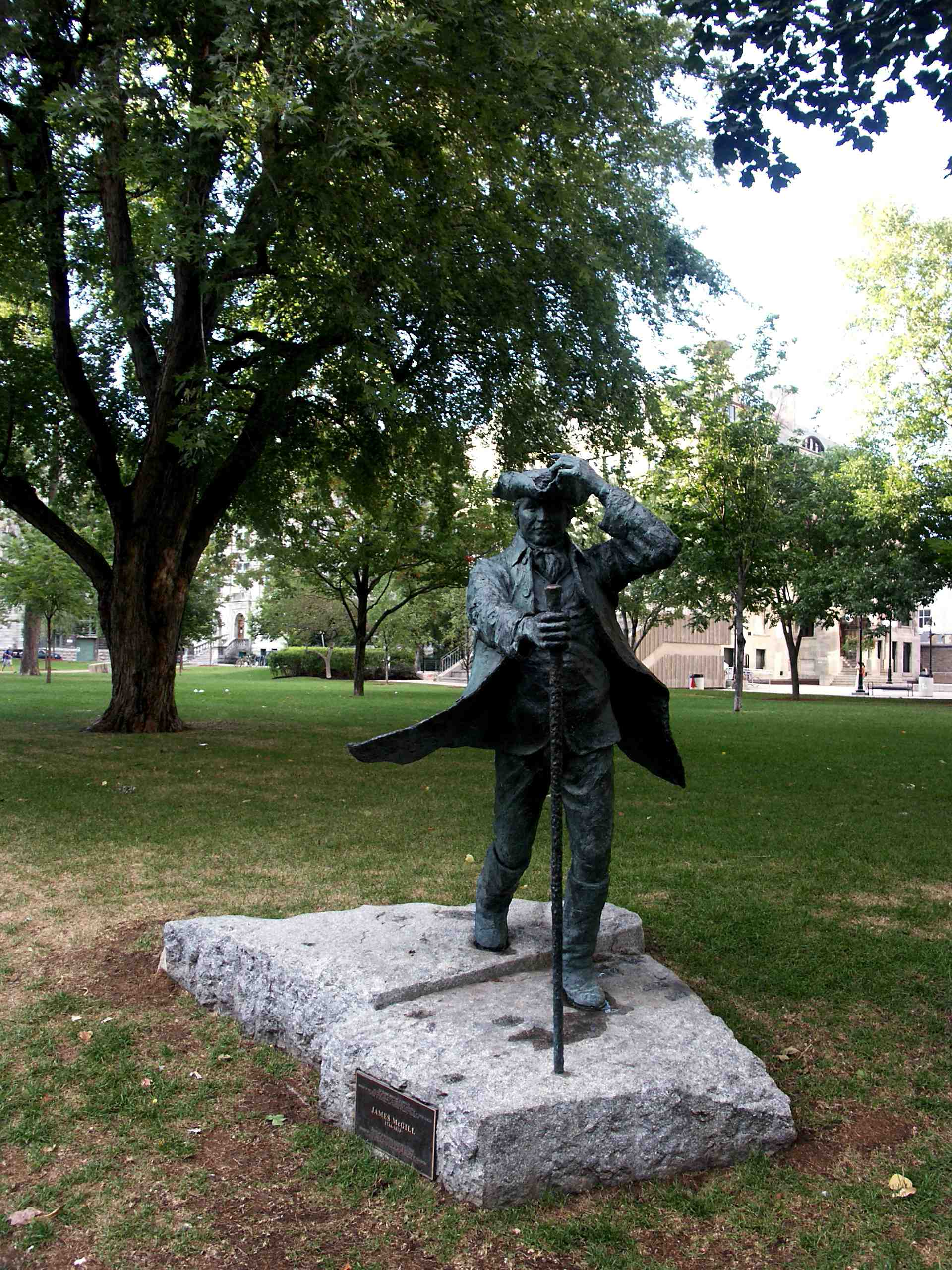
詹姆士·麦基尔塑像

詹姆士‧麦基尔（英语：James McGill，1744年10月6日—1813年12月19日），苏格兰裔加拿大人，早年毕业于格拉斯哥大学，后移民加拿大发展。成为著名加拿大商人，慈善家。
麦吉尔先生后人在其去世后第8年，1821年，遵循麦克基尔先生的遗嘱，开始建校于加拿大魁北克省蒙特利尔市建立麥基爾大學，并成为永久名誉校长。